# 中国人民解放军空军气象训练基地
中国人民解放军空军气象训练基地，位于湖南省衡阳市，是中国人民解放军空军培养气象人才的训练基地。

## 沿革
1979年，中国人民解放军空军气象训练团成立。后隶属中国人民解放军广州军区空军。1980年代，该团团长陆忠汉因先后编写出版多部气象工具书如《简明气象词典》、《航空气象云图》等而多次受到部队嘉奖。约在2013年，该团改编为中国人民解放军空军气象训练基地（中国人民解放军95871部队）。2016年5月5日，空军气象训练基地与中国气象局气象干部培训学院湖南分院在长沙签署军地战略合作框架协议。

## 历任领导
中国人民解放军空军气象训练团
| 团长 - 陆忠汉（1979年—？） …… - 施启龙（？—？） - 王成文（？—？） …… | 政治委员 …… - 邓兆发（？—1994年） …… - 曹魏（？—？） |

中国人民解放军空军气象训练基地
| 司令员 - 李明 上校（2013年—） | 政治委员 - 吕志奇（2013年—） |